# Jarmarki na zamarzniętej Tamizie

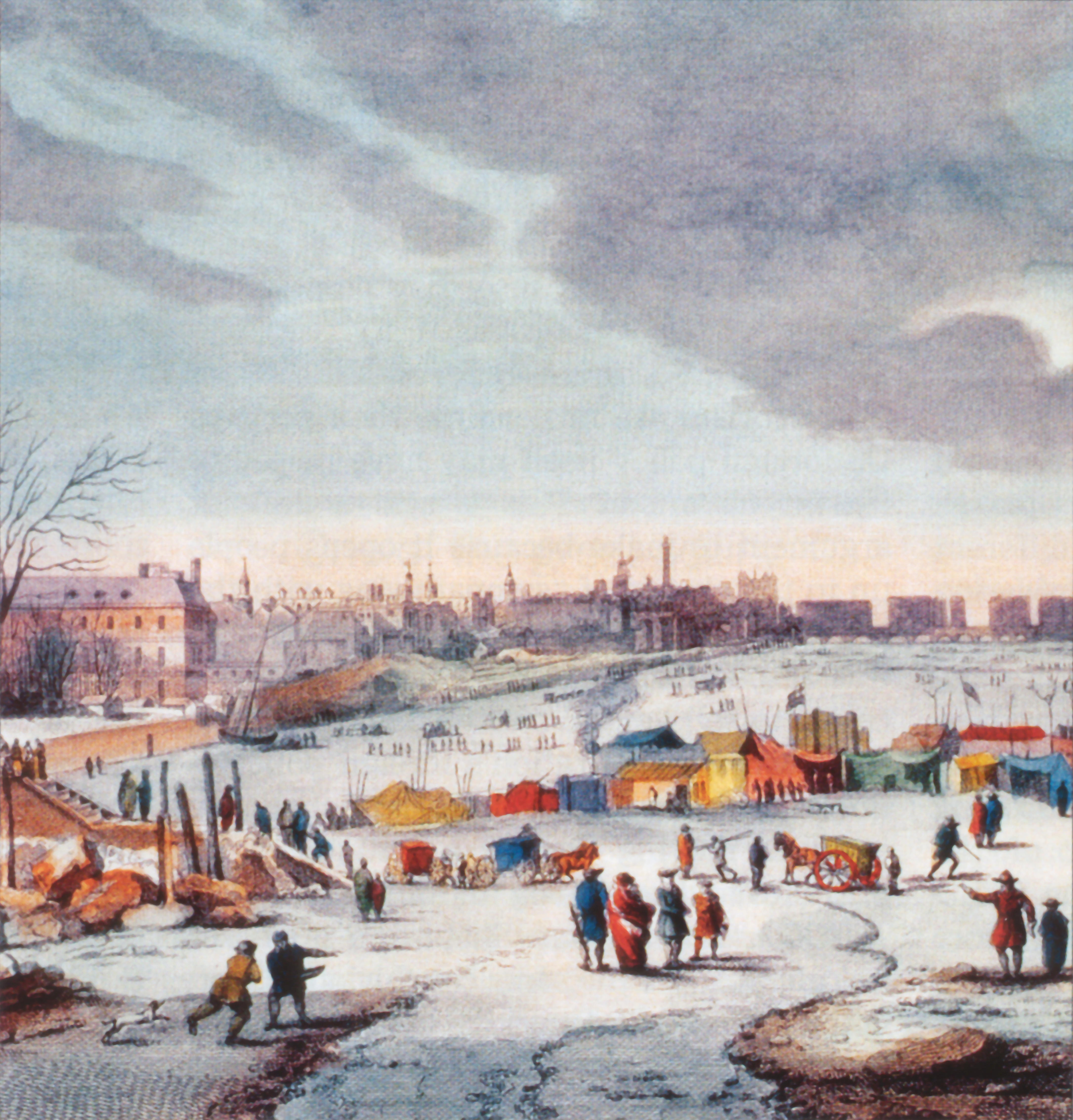
Obraz Thomasa Wyke

Jarmarki na zamarzniętej Tamizie, ang. River Thames frost fairs – jarmarki organizowane w Londynie na zamarzniętej Tamizie od XV do XIX w. Ostatni jarmark rozpoczął się 1 lutego 1814 i trwał 4 dni. Późniejsze zimy były łagodne.